# L'Oiseau de nuit
Pour les articles homonymes, voir The Bat.
Pour plus de détails, voir Fiche technique et Distribution.
L'Oiseau de nuit (titre original : The Bat) est un film muet américain basé sur la pièce de Mary Roberts Rinehart et Avery Hopwood, réalisé par Roland West en 1926.
L'histoire se déroule dans un vieux manoir où des gens cherchent un trésor caché. Ils sont poursuivis par un tueur surnommé « The Bat ».

## Synopsis
Gideon Bell, propriétaire d'une bijouterie, reçoit une lettre anonyme lui indiquant que ses émeraudes seront volées à minuit précise par la chauve-souris et que la police ne pourra pas arrêter le vol. La chauve-souris, un personnage déguisé en cet animal, entre par effraction dans la boutique, assassine Gideon et s'empare des émeraudes. Il prend soin de laisser une note en forme de chauve-souris au chef de la police pour l'informer qu'il se rendra dans le pays. La chauve-souris se dirige en voiture vers un manoir construit par Courtleigh Fleming, le président de la Oakdale Bank, qui a récemment été retrouvé mort dans le Colorado. Durant l'été, la demeure est louée par l'écrivain Cornelia Van Gorder, dont la femme de chambre, Lizzie Allen, qui a peur de la Chauve-souris installe un piège à ours pour l'attraper. Richard Fleming, le neveu de feu Courtleigh Flemming, prévoit avec le Dr HE Wells d'effrayer Van Gorder.
Plus tard, un article de la presse rapporte que Brooks Bailey, un caissier à Oakdale Bank, a volé la somme de 200 000 $ et a disparu ans la nature sans laisser de traces. La nièce de Van Gorder, Mlle Dale Ogden, arrive alors au manoir avec le nouveau jardinier, qui se fait interroger par Van Gorder sur ses connaissances sur l' alopécie , l' urticaire et la rubéole. Il lui répond comme si les termes faisaient référence à des plantes plutôt qu'à des conditions médicales. Pendant ce temps, dans l'escalier, Richard est abattu et Miss Dale parvient à lui arracher une partie d'un plan de la maison de sa poche. Arrivé sur place, le détective Moletti l'accuse d'avoir essayé de trouver une pièce cachée hypothétique dans le manoir qu'indiquerait le plan. Le détective Anderson arrive aussi à son tour et le groupe reçoit un appel téléphonique qui provient du garage  de la maison, qui ressemble à des gémissements de détresse. Une lumière circulaire brille à ce moment-là sur le mur d'en face mimant l'ombre d'une chauve-souris en son centre, ce qui effraie tous les monde. On découvre cependant que la forme a été causée par un papillon de nuit sur un phare de voiture qui passait en bas du manoir.
Le Dr Wells demande à Mlle Dale de recréer le meurtre de Richard et elle note qu'elle a caché le plan dans un rouleau de Parker House sur un plateau, mais le plan est maintenant parti. Le nouveau jardinier se révèle être Brooks Bailey et Anderson tente de l'arrêter pour vol, meurtre et usurpation d'identité, mais Mlle Dale l'arrête, révélant qu'elle et Brooks sont fiancés. Le Dr Wells cherche la pièce cachée en frappant sur les murs de la bibliothèque, ce qui amène les autres à enquêter sur le son, les menant à une salle de bal qui est censée être hantée. Les bougies de la salle de bal s'éteignent lorsqu'elles sont allumées et une forme semble flotter vers Anderson et Lizzie, mais il s'agit du majordome japonais Billy qui porte  une lampe. Après avoir été confronté à Moletti, le Dr Wells l'assomme en frappant sa tête et il cache son corps dans une autre pièce. Un homme entre plus tard dans la maison et Anderson constate qu'il n'a aucune pièce d'identité sur sa personne.
Billy voit un personnage mystérieux portant un chapeau, et alors qu'il part pour le dire aux autres, l'ombre de la chauve-souris passe devant la porte. La chauve-souris met en place un système de fils qui se fixent à un interrupteur d'éclairage. Dehors, Brooks voit la silhouette à chapeau traverser le toit et se rend compte qu'il s'agit du Courtleigh Fleming, supposé mort au Colorado. Miss Dale trouve enfin la pièce cachée, située derrière une cheminée. La chauve-souris la confronte alors, exigeant la combinaison du coffre-fort dans la pièce cachée, mais elle s'échappe juste à temps. Le Dr Wells est accusé d'avoir aidé la chauve-souris, qui est bientôt capturée et tenue sous la menace d'une arme. Cependant, la chauve-souris active son système de fil, éteignant les lumières, ce qui lui permet de s'échapper. La chauve-souris s'enfuit à l'extérieur mais sa jambe est prise dans le piège à ours placé plus tôt par Lizzie. Les autres le trouvent et retirent son masque et découvre qu'il s'agit de Moletti. L'inconnu annonce qu'il est le véritable détective Moletti et que l'homme sous le masque du chauve-souris lui avait volé ses papiers, l'a enfermé dans le garage, l'a incendié et s'est fait passer pour lui.

## Fiche technique
- Titre original : The Bat
- Titre français : L'Oiseau de nuit
- Réalisation : Roland West
- Scénario : Julien Josephson, basé sur la pièce The Bat de Mary Roberts Rinehart et Avery Hopwood
- Décors : William Cameron Menzies
- Photographie : Arthur Edeson, Gregg Toland
- Montage : Hal C. Kern
- Production : Roland West
- Assistant de production : Hal C. Kern
- Société(s) de production : Roland West Productions, Feature Productions
- Pays d’origine :  États-Unis
- Langue originale : muet
- Format : noir et blanc — 35 mm — 1,33:1 — film muet
- Genre : mystère, thriller
- Durée : 86 minutes
- Dates de sortie :
  - États-Unis : 14 mars 1926
  - France : 20 septembre 2012 (en DVD)

## Distribution
- George Beranger : Gideon Bell
- Charles Herzinger : Courleigh Fleming
- Emily Fitzroy : Miss Cornelia Van Gorder
- Louise Fazenda : Lizzie Allen
- Arthur Housman : Richard Fleming
- Robert McKim : Dr. Wells
- Jack Pickford : Brooks Bailey
- Jewel Carmen : Miss Dale Ogden
- Kamiyama Sojin : Billy, le majordome
- Tullio Carminati : Détective Moletti
- Eddie Gribbon : Détective Anderson
- Lee Shumway : L'inconnu

## Autour du film
Le film a été retrouvé alors que l'on pensait qu'il avait été perdu à jamais. Il y eut un remake en 1930 connu sous le nom de The Bat Whispers avec Chester Morris et Una Merkel. La dernière version connue est celle de 1959 (The Bat, Le Masque en français), avec Vincent Price et Agnes Moorehead.